# Nakieł
Nakieł (kurp. Nåkeł) – wieś w Polsce położona w województwie mazowieckim, w powiecie przasnyskim, w gminie Jednorożec.
Osada wchodzi w skład sołectwa Budy Rządowe.

## Wiadomości ogólne

### Nazwa
Nazwa wsi pochodzi od wiejskiego pastwiska w kształcie trójkąta, który miejscowi zwali kieł. O wypasie zwierząt na tej wspólnej łące mówiono: pognali na kieł. Inne wytłumaczenie nawiązuje do stosu gałęzi nanoszonych przez wody powodziowe.
W dopełniaczu nazwa wsi brzmi: Nakła.

### Zmiany administracyjne
Nakieł powstał na gruntach dóbr Krasnosielc w powiecie przasnyskim, obwodzie przasnyskim i województwie płockim. W 1837 województwa przemianowano na gubernie, w 1842 obwody na powiaty, a powiaty na okręgi sądowe. Od 1867 Nakieł włączono do gminy Jednorożec, powiatu przasnyskiego i guberni płockiej. Po odzyskaniu państwowości, od 1919 wieś należała do powiatu przasnyskiego w województwie warszawskim. W 1933 w obrębie gmin wydzielono gromady. Wieś należała do gromady Budy Rządowe (wraz z Budziskami i Budami Rządowymi). Z dniem 1 listopada 1939 do III Rzeszy wcielono północną część województwa warszawskiego, w tym powiat przasnyski i wieś Nakieł jako część Rejencji Ciechanowskiej w prowincji Prusy Wschodnie. Gdy w 1944 przywrócono przedwojenną administrację, Nakieł należał do powiatu przasnyskiego i województwa warszawskiego. W 1954 zlikwidowano gminy i zastąpiono je gromadami. W 1973 przywrócono istnienie gminy Jednorożec, do której przypisano wieś Nakieł. W latach 1975–1998 miejscowość administracyjnie należała do województwa ostrołęckiego. Od 1999 Nakieł znajduje się w gminie Jednorożec w powiecie przasnyskim i województwie mazowieckim.

## Historia
We wsi odnaleziono ślady osadnictwa z epoki kamienia oraz epoki brązu.
W 1827 nie notowano jeszcze wsi, ale na mapie kwatermistrzostwa została już zaznaczona. Sekcję przedstawiającą ten teren opracowano przed powstaniem listopadowym. Wieś musiała więc powstać w końcu lat 20. XIX wieku na terenie dóbr Krasnosielc należących do Krasińskich. Była zamieszkała przez chłopów. W połowie XIX wieku składała się z kilku domów. W pobliżu wsi notowano Rupińską Górę. Około 1848 w Nakle notowano 29 osób.
Po 1864 przeprowadzono uwłaszczenie i ziemia została rozparcelowana między chłopów. W Nakle na 79 morgach ziemi powstało 6 gospodarstw. W Słowniku geograficznym Królestwa Polskiego i innych krajów słowiańskich wydanym w 1885 czytamy, że wieś liczyła 8 domów, 65 mieszkańców, 71 mórg gruntu dobrego, 7 mórg nieużytków.
Od 1899 społeczność Nakła uszczęszczała do kościoła w Jednorożcu, który od 1889 był filią parafii Chorzele. Po 1903 Nakieł wydzielono z parafii w Krasnosielcu i przeniesiono do parafii Chorzele, włączając do jednorożeckiej filii. W 1916, kiedy powstała parafia Jednorożec, Nakieł włączono w jej granice.
W czasie I wojny światowej w pobliżu wsi przebiegał front wschodni. W lesie koło Nakła nadal widoczne są umocnienia wojenne (okopy, ziemianki itp.), a także ślady po kolejce wąskotorowej. Część mieszkańców udała się w bieżeństwo. Po zakończeniu działań wojennych założono tu cmentarz wojenny, na którym pochowano żołnierzy z armii rosyjskiej. W 1937, podczas przebudowy i porządkowania cmentarza wojennego w Jednorożcu, przeniesiono tu szczątki ekshumowane z Nakła.
Według spisu powszechnego z 1921 istniała wieś Nakieł i leśniczówka Nakieł, obie w gminie Jednorożec. Było tu 10 domów, w których mieszkało 59 osób. Utrzymywały się z rolnictwa, pracowały też w lesie, na kolei i w tartaku (notujemy go w Nakle przed I wojną światową jako własność J. Białowiejskiej). W 1939 we wsi istniało 12 gospodarstw. Czteroklasowa szkoła powszechna działała w prywatnym budynku. Wieś odwiedzał wędrowny handlarz Fułka, Żyd z Krasnosielca.
Na dzień 1 września 1939 we wsi mieszkały 103 osoby. W dniu 1 stycznia 1945 liczebność mieszkańców określono na 145 osób.
W czasie II wojny światowej we wsi spalił się jeden dom. Żołnierze niemieccy stacjonujący w Parciakach przyjeżdżali do Nakła i odbierali płody rolne i bydło.
Po wojnie zbudowano zlewnię mleka dla rolników z Nakła, Bud Rządowych i Bud Prywatnych. W 1945 reaktywowano czteroklasową szkołę. Nauczano w prywatnym domu. W 1946 przeniesiono szkołę do drewnianego budynku powstałego z materiału z rozbiórki baraków wojskowych z okolic Przasnysza. Do szkoły uczęszczały dzieci z Nakła, Bud Rządowych i Bud Prywatnych. W 1961 postawiono murowany budynek szkolny (tysiąclatkę), który rok później oddano do użytku. Budowa szkoły doprowadziła do elektryfikacji wsi. Placówka funkcjonowała jako szkoła podstawowa w Budach Rządowych. W 2001 szkołę zlikwidowano z powodu małej liczby dzieci.
Nierzadko drewnianą zabudowę wsi trawiły pożary. W 1915 wieś spłonęła doszczętnie. Inne pożary, które znalazły odzwierciedlenie w prasie albo pamięci społeczności wsi, wybuchły 22 października 1839 (w 1841 mieszkańcom przyznano odszkodowanie) i 7 maja 1970.
W latach 80. XX wieku społeczność wsi włączyła się w budowę nowego murowanego kościoła w Jednorożcu. Parafianie i parafianki z Nakła ufundowali wiele utensyliów i innych przedmiotów.

## Współcześnie
W 2002 w Nakle istniały 22 gospodarstwa.  Na dzień 25 listopada 2011 we wsi notowano 54 osoby: 27 kobiet i 27 mężczyzn. Na dzień 31 grudnia 2014 wieś zamieszkiwało 10 osób w wieku przedprodukcyjnym, 33 w wieku produkcyjnym i 10 w wieku poprodukcyjnym, łącznie 53 osoby. Cztery lata później notowano 50 osób, w 2019 – 47. W 2020 we wsi zarejestrowane były 2 osoby prowadzące działalność gospodarczą. Wieś wchodzi w skład sołectwa Budy Rządowe.
W pobliżu wsi znajduje się leśniczówka Murowanka (dawniej zwana leśniczówką Nakieł). Lasy okalające wieś należą do Nadleśnictwa Parciaki i są częścią Obszaru Natura 2000 Zachodniokurpiowskie Bory Sasankowe. 
W 2011 Koło Łowieckie nr 2 „Bażant” z Przasnysza zakupiło piętnastoarową działkę z nieczynną nakielską zlewnią mleka. Budynek zaadaptowano na domek myśliwski. W 2012 obok domku wystawiono wiatę na około 120 osób. 
W Nakle zachowały się drewniane domy, niektóre z międzywojnia. W granicach administracyjnych wsi znajduje się kilkanaście krzyży przydrożnych i kapliczek. Społeczność Nakła gromadzi się przy wybranych krzyżach na nabożeństwo majowe. 

## Galeria

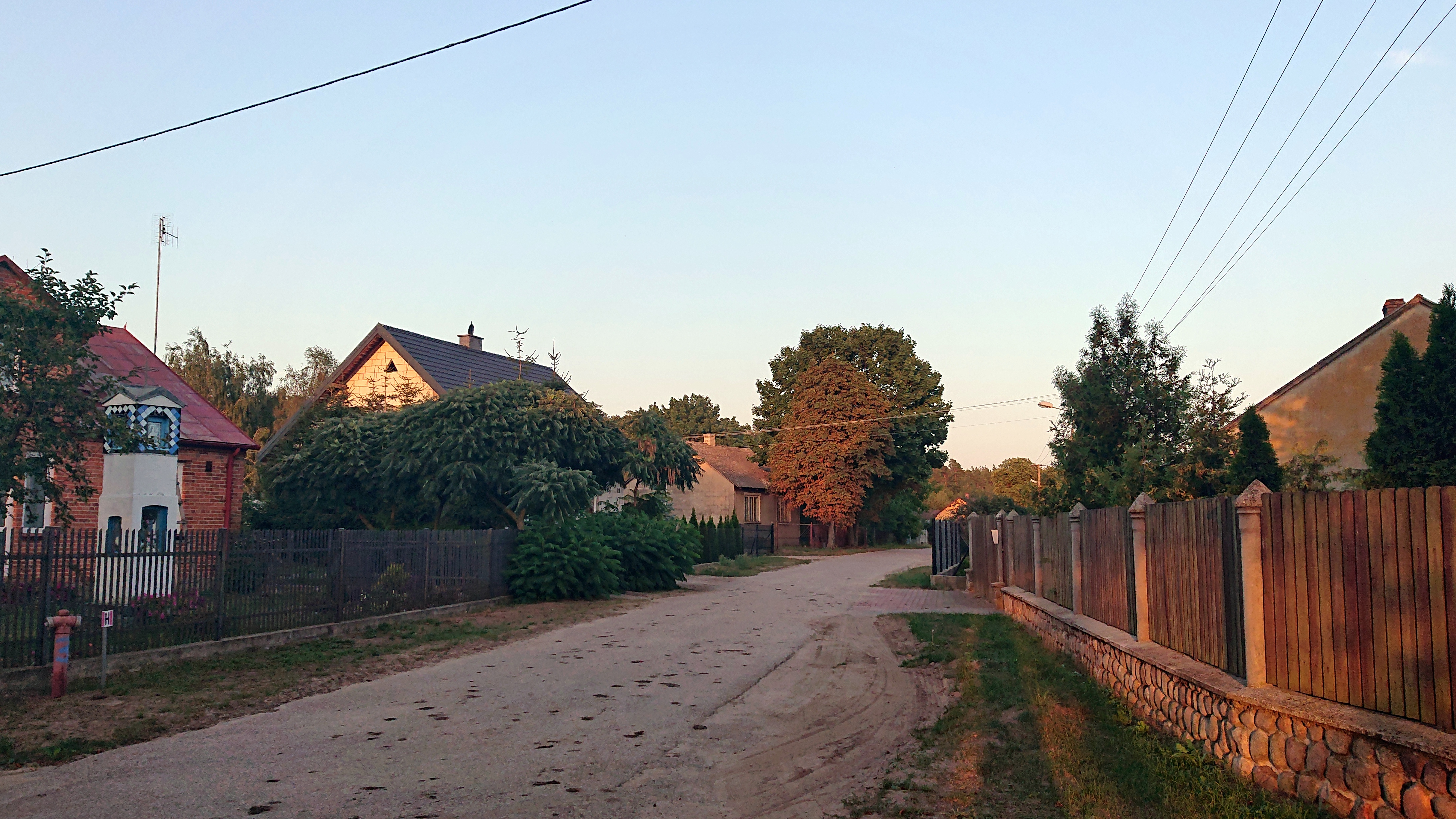
Zabudowania wsi. Po lewej kapliczka z 1988
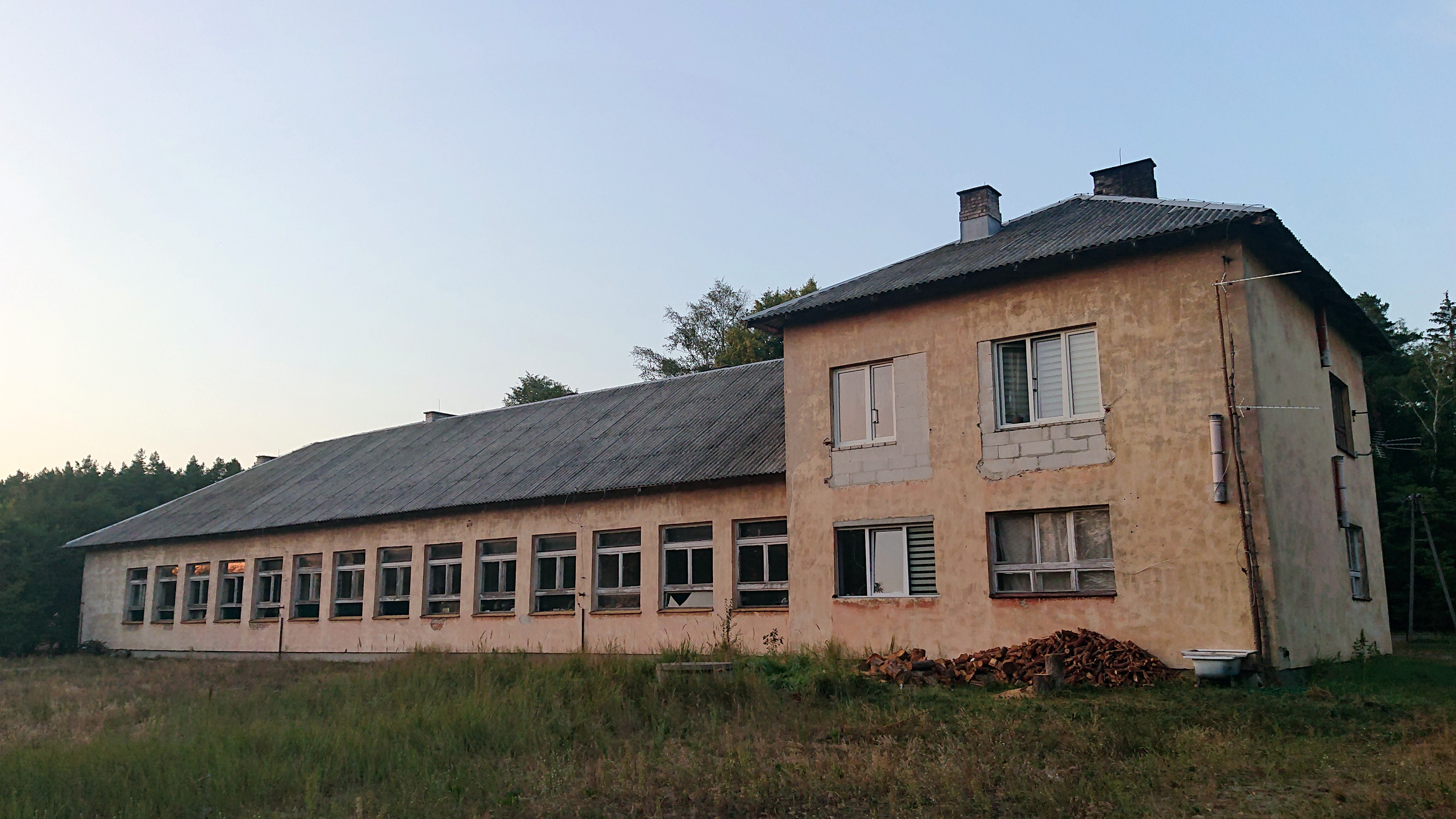
Nieczynna szkoła podstawowa
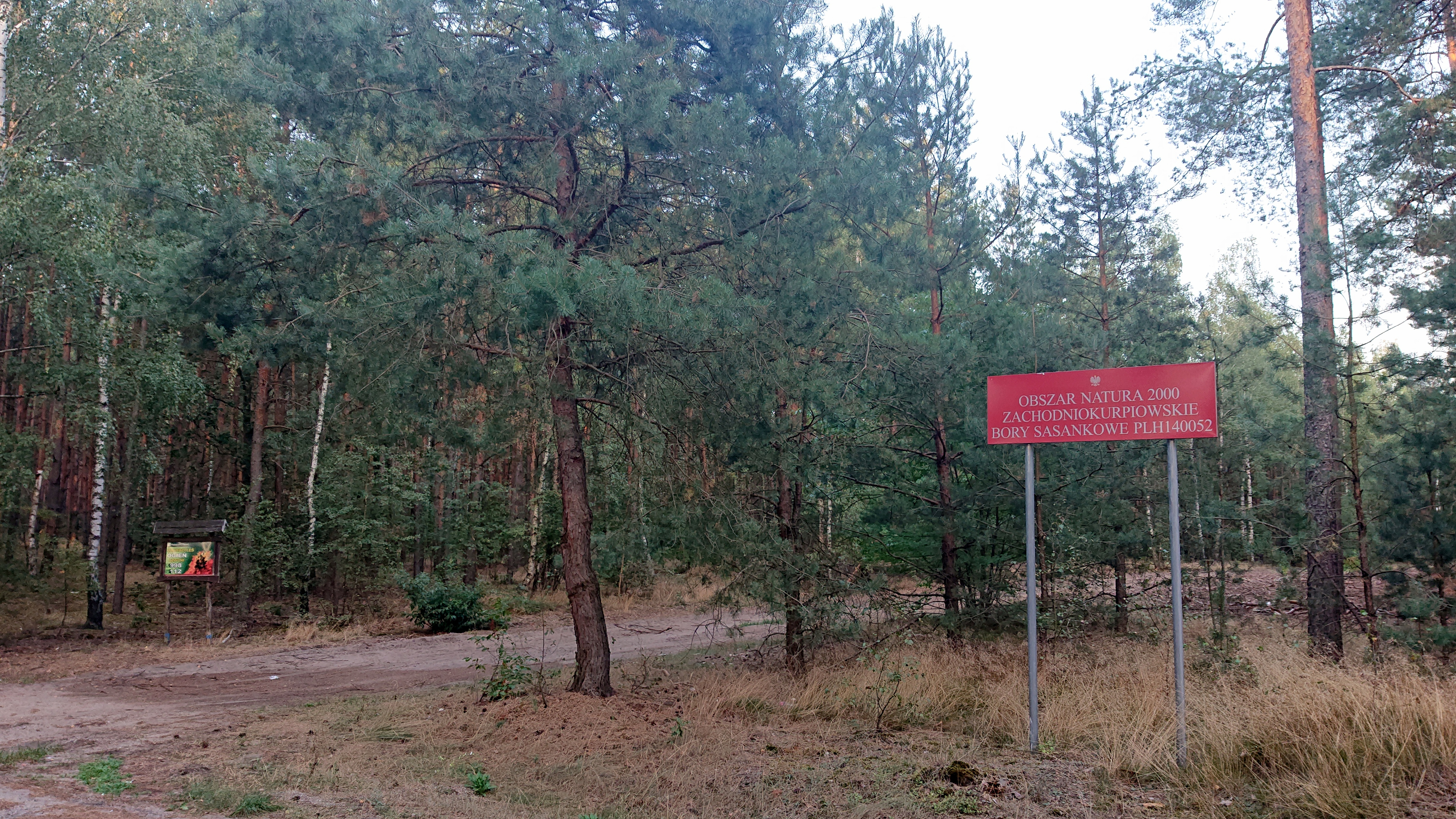
Zachodniokurpiowskie Bory Sasankowe
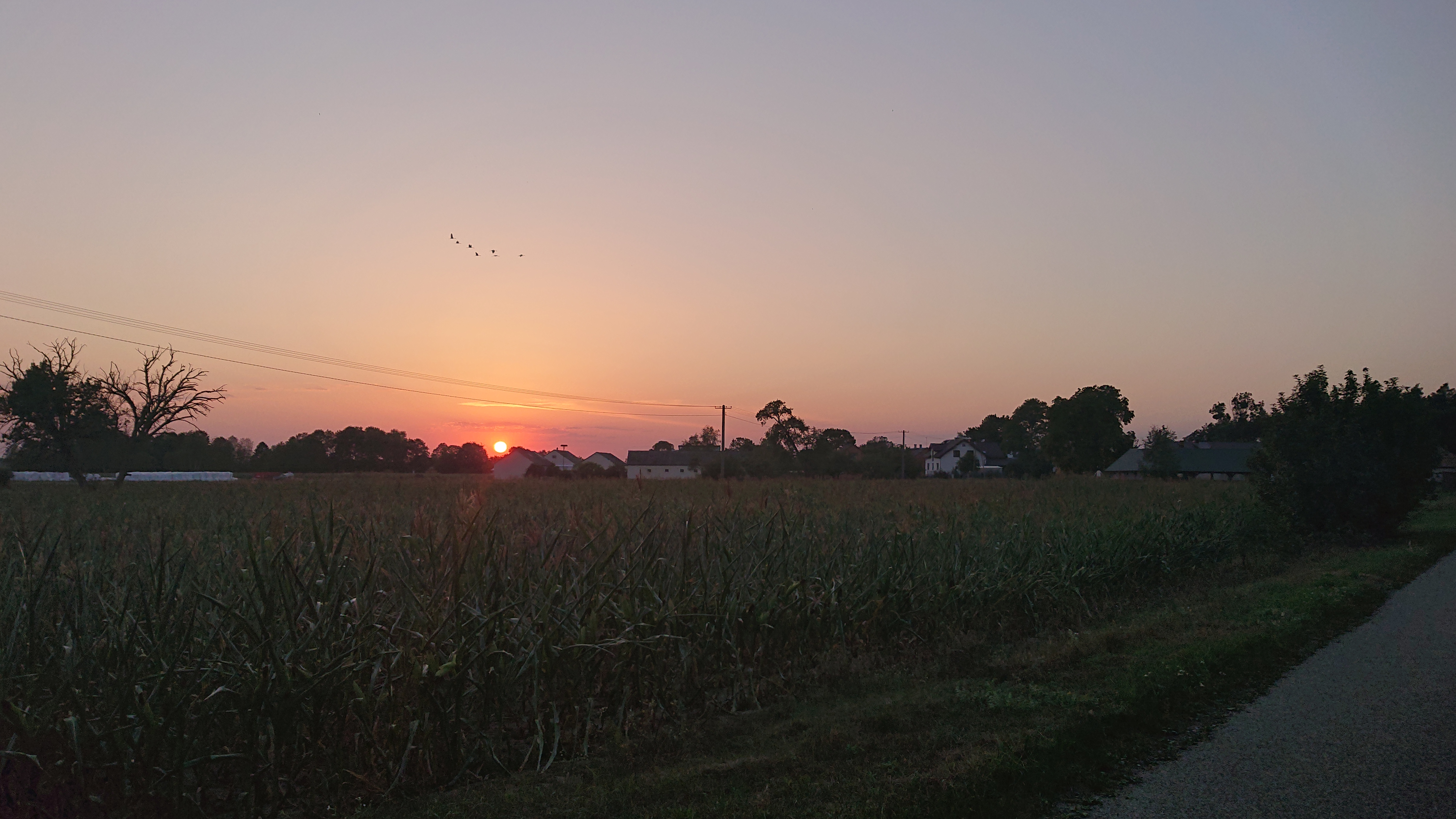
Widok wsi z kluczem dzikich gęsi
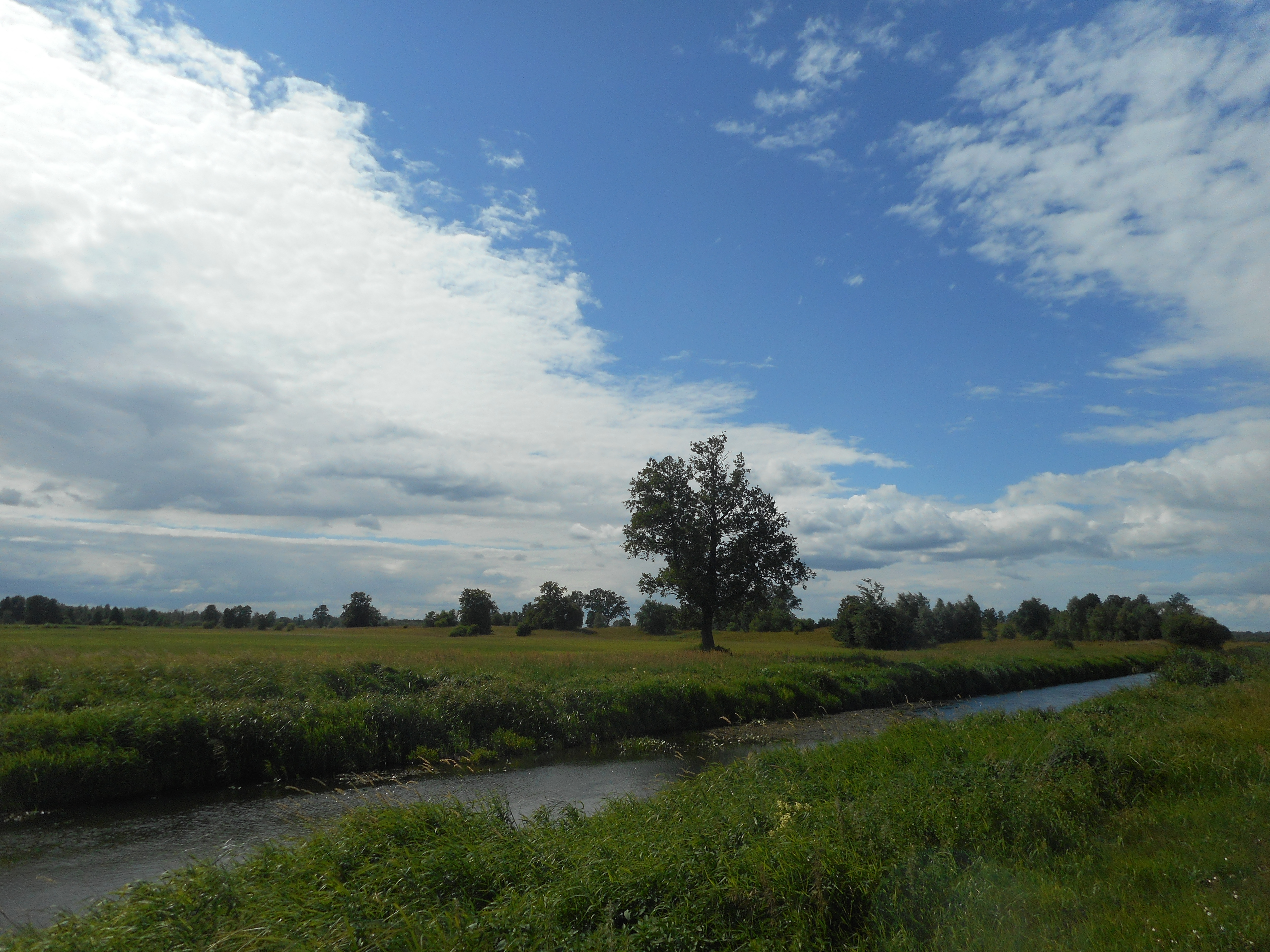
Rzeka Orzyc w pobliżu Nakła
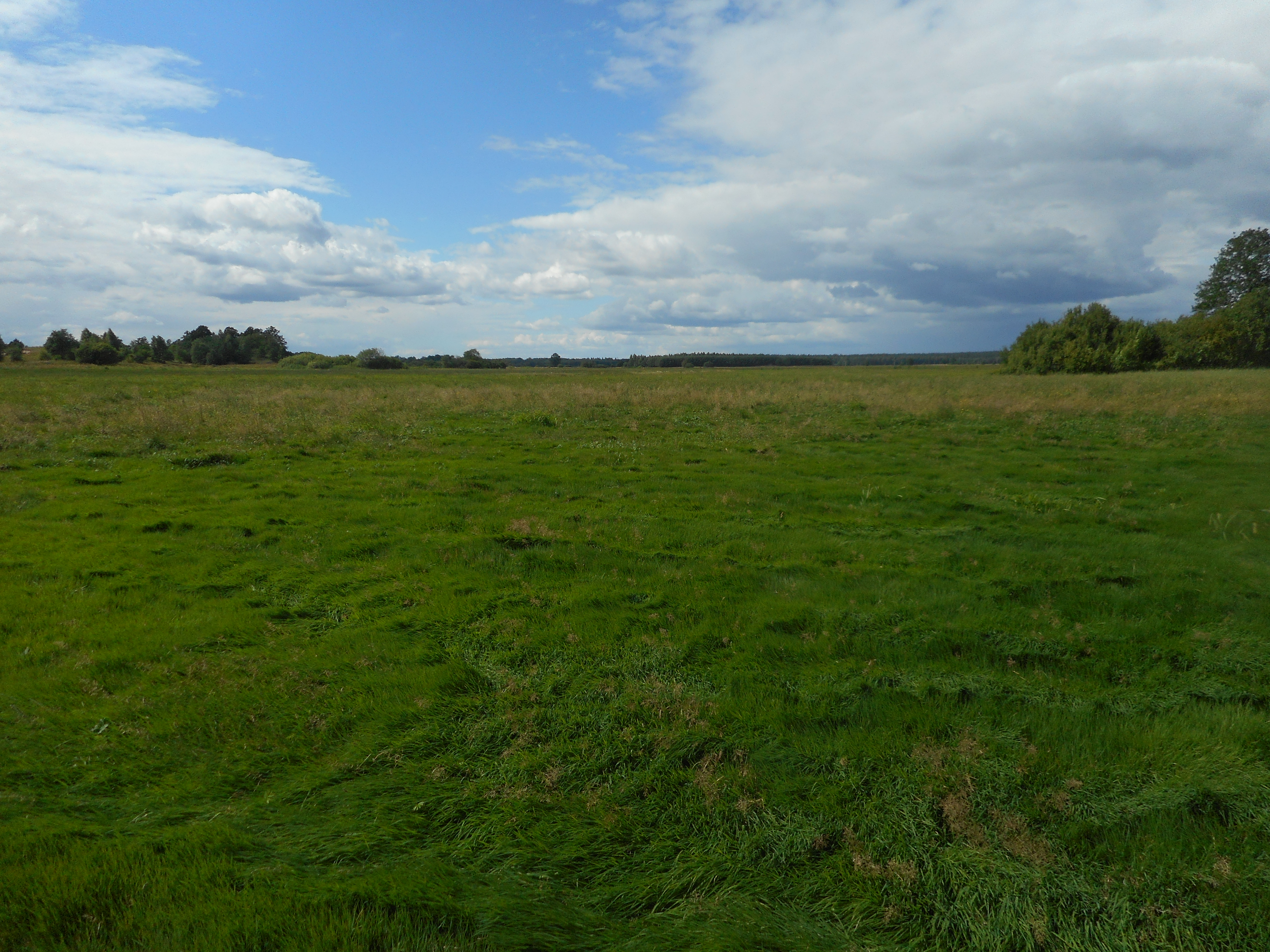
Łąki nad Orzycem